# Teodor Lungu
Teodor Lungu (Ialoveni, 12 de junio de 1995) es un futbolista moldavo que juega en la demarcación de centrocampista para el FC Petrocub Hîncești de la Superliga de Moldavia.

## Selección nacional
Hizo su debut con la selección de fútbol de Moldavia en un partido amistoso contra Gibraltar que finalizó con un resultado de empate a uno tras el gol de Victor Mudrac para Moldavia, y de Liam Walker para Gibraltar.

## Clubes
| Club                 | País     | Año       | Partidos | Goles |
| -------------------- | -------- | --------- | -------- | ----- |
| FC Sfîntul Gheorghe  | Moldavia | 2018      | 4        | 0     |
| ACS Foresta Suceava  | Rumania  | 2018-2019 | 1        | 0     |
| FC Dacia Buiucani    | Moldavia | 2020      | 19       | 0     |
| FC Sfîntul Gheorghe  | Moldavia | 2021-2022 | 41       | 2     |
| USD Gardolo          | Italia   | 2022-2023 |          | 2     |
| FC Petrocub Hîncești | Moldavia | 2023-     | 65       | 7     |